# تاريخ كربلاء
يعود تاريخ المدينة إلى العهد البابلي وكانت هذه المنطقة مقبرة للنصارى قبل الفتح الإسلامي، ويرى بعض الباحثين ان كلمة كربلاء يعني (قرب الإله) وهي كلمة اصلها من البابلية القديمة، ورأى بعضهم ان التوصل إلى معرفة تاريخ (كربلاء) القديم قد يأتي من معرفة نحت الكلمة وتحليلها اللغوي فقيل انها منحوتة من كلمة (كور بابل) العربية بمعنى مجموعة قرى بابلية قديمة، منها نينوى القريبة من سدة الهندية، ومنها الغاضرية، وتسمى اليوم (أراضي الحسينية)، ثم كربلاء أو عقر بابل ثم النواويس، ثم الحير الذي يعرف اليوم بالحائر إذ حار الماء حول موضع قبر الإمام الحسين عندما امر المتوكل العباسي بهدم وسقي القبر، ويرى اخرون ان تاريخ كربلاء يعود إلى تاريخ مدن طسوح النهرين الواقعة على ضفاف نهر بالاكوباس (الفرات القدي
زطم) وعلى ارضها معبد قديم للصلاة، ان لفظ كربلاء مركب من الكلمتين الاشوريتين (كرب) أي حرم و(أيل) أي الله ومعناهما (حرم الله)، وذهب آخرون إلى أنها كلمة فارسية المصدر مركبة من كلمتين هما (كار) أي عمل و(بالا) أي الأعلى فيكون معناهما (العمل الأعلى)، ومن اسمائها (الطف) ويحتمل ان كلمة كربلاء مشتقة من الكربة بمعنى الرخاوة، فلما كانت أرض هذا الموضع رخوة سميت كربلا... أو من النقاوة ويقال كربلت الحنطة إذا هززتها ونقيتها. فيجوز على هذا أن تكون هذه الأرض منقاة من الحصى والدغل فسميت بذلك. والكربل اسم نبت الحماض، فيجوز أن يكون هذا الصنف من النبت يكثر وجوده هناك فسميت به.

## تاريخ كربلاء
فيما يلي الوقائع التي جرت في كربلاء بعد حكم المتوكل من توسع طال المدينة أو هجوم شن ضدها وغيرها:
| السنة         | الوقائع | التوضيح                        |
| ------------- | --- | ------------------------------ |
| 280 هـ        | بناء قبة الحرم الحسيني؛ تشيد سور الحرم الحسيني؛ بناء بيوت سكنية لمجاوري الحرم الحسيني                                                                      | بأمر من محمد بن زيد حاكم جرجان |
| 366 هـ        | تصاعد سكان كربلاء الشيعة بعد قدوم الأمير عز الدولة البويهي إلى كربلاء                                                                                      |                                |
| 369 هـ        | هجوم ضبة بن محمد الأسدي حاكم مدينة عين التمر على كربلاء وسلب أموال الحرم الحسيني وقتل الأبرياء                                                             |                                |
| 372 ه‍         | تشييد أول سور للمدينة بإيعاز عضد الدولة البويهي؛ بناء وحدات سكنية وتجارية؛ تشييد مدرسة العضدية ومسجد رأس العين.                                            |                                |
| 407 إلى 412 ه‍ | نصب البوابات الحديدية في الأطراف الأربعة للمدينةبأمر من وزير آل بوية حسن بن فضل بن سهلان الرامهرمزي                                                        |                                |
| 489 هـ        | غارت الخفاجة على كربلاء؛ قمع الثورة بواسطة جيش أرسله سيف الدولة، والي حلب                                                                                  |                                |
| 795 هـ        | دخول تيمور لنك إلى مدينة كربلاء والسيطرة عليها |                                |
| 858 هـ        | هجوم والي البصرة المستقل علي المشعشعي على كربلاء وسلب الحرم وقتل الناس وأسر أهالي المدينة                                                                  |                                |
| 914 هـ        | تجديد بناء الحرم الحسيني بإمر الشاه إسماعيل الصفوي. |                                |
| 953 هـ        | احتلال العراق بواسطة العثمانيين؛ تجديد بناء مرقد الإمام الحسين وأخيه العباس ؛ إنشاء نهر السليماني بإمر السلطان العثماني سليمان القانوني                    |                                |
| 1013 هـ       | هجوم عشيرة آل مهنا على كربلاء بقيادة ناصر بن مهنا شيخ العشيرة.                                                                                             |                                |
| 1041 هـ       | السيطرة على كربلاء وضمها إلى إيران من قبل الشاه عباس الصفوي                                                                                                |                                |
| 1047 هـ       | احتلال كربلاء من قبل الأتراك العثمانيين ثانيا |                                |
| 1216 هـ       | الهجوم الوهابي على كربلاء بزعامة عبد العزيز بن محمد آل سعود؛ قتل كثير من الناس، هدم قبة الحرم الحسيني ونهب الأموال والذهب والفضة والأسلحة الواقعة في الحرم |                                |
| 1216 هـ       | إعادة بناء الحرم الحسيني بأمر أحد ملوك الهند بعد تدميرها من قبل الوهابية.                                                                                  |                                |
| 1217 هـ       | تشييد سور ثالث لكربلاء بمساعي السيد علي الطباطبائي (صاحب الرياض) وإحداث ست بوابات له                                                                       |                                |
| 1241 هـ       | الهجوم على كربلاء ونهب ممتلكاتها من قبل القوات العثمانية.                                                                                                  |                                |
| 1258 هـ       | هجوم محمد نجيب باشا على كربلاء. |                                |
| 1285 هـ       | ترميم سور المدينة؛ بناء حي العباسية |                                |
| 1332 هـ       | تشييد عمارات جديدة في كربلاء. |                                |
| 1338 هـ       | انطلاق الثورة العراقية من مدينة كربلاء إثر إفتاء الشيخ محمد تقي الحائري الشيرازي في تحريم اختيار غير المسلم لحكومة العراق.                                 |                                |
| 1397 هـ       | إبادة زوّار الحرم الحسيني في الأربعين الحسيني من قبل القوات البعثية                                                                                         |                                |
| 1411 هـ       | هجوم البعثيين على كربلاء والحرم الحسيني وإبادة الأبرياء خلال الانتفاضة الشعبانية.                                                                          |                                |

## التوسعة والاعمار في المدينة[6]

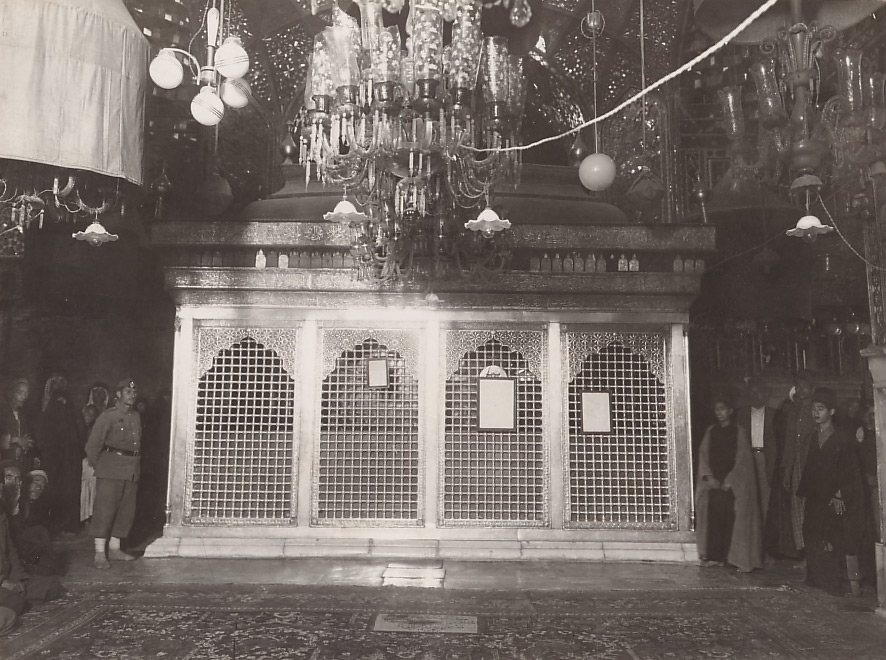
ضريح الإمام الحسين سنة 1928م

- في 12 محرم عام 61 هـ بدا تاريخ عمران مدينة كربلاء بعد واقعة الطف بيومين حيث دفن علي بن الحسين زين العابدين بمساعدة بنو أسد رفات أبيه الحسين واخيه العباس وصحبه.
- سنة 247 هـ اعاد المنتصر العباسي بناء المشاهد في كربلاء وبنى الدور حولها بعد قتل ابيه المتوكل الذي عبث بالمدينة وهدم ما فيها، ثم استوطنها أول علوي مع ولده وهو السيد إبراهيم المجاب الضرير الكوفي بن محمد العابد بن الإمام موسى الكاظم.
- سنة 372 هـ شيد أول سور للحائر وقد قدرت مساحته 2400 م2.
- سنة 412 هـ اقام الوزير (الحسن بن الفضل بن سهلان الرامهرمزي) السور الثاني للمدينة، ونصب في جوانبه أربعة أبواب من الحديد.
- سنة 941 هـ زار الشاه إسماعيل الصفوي كربلاء وحفر نهراً دارساً وجدد وعمر المشهد الحسيني.
- سنة 953 هـ أصلح سليمان القانوني الضريحين فاحال الحقول التي غطتها الرمال إلى جنائن.
- في أوائل القرن التاسع عشر الميلادي زار أحد ملوك الهند كربلاء (بعد حادثة سنة 1216 هـ) وبنى فيها اسواقا جميلة وبيوتا، اسكنها بعض من نكبوا، وبنى سورا منيعا للبلدة.
- سنة 1217 هـ تصدى السيد علي الطباطبائي (صاحب الرياض) لبناء سور المدينة الثالث بعد الغارة وجعل له ستة أبواب عرف كل باب باسم خاص.
- سنة 1860 م تم ايصال خطوط التلغراف واتصال كربلاء بالعالم الخارجي.
- في سنة 1285 هـ 1868م وفي عهد المصلح (مدحت باشا) بنيت الدوائر الحكومية، وتم توسيع وإضافة العديد من الأسواق والمباني، وهدم قسماً من سور المدينة من جهة باب النجف، واضاف طرفاً آخر إلى البلدة سميت بمحلة (العباسية).
- سنة 1914 م وبعد الحرب العالمية الأولى انشئت المباني العصرية والشوارع العريضة وجففت اراضيها وذلك بإنشاء مبزل لسحب المياه المحيطة بها.
- بعد سقوط نظام صدام حسين في 9 أبريل 2003 عادت الشرعية لعتبات كربلاء حيث تشكلت اللجنة العليا لإدارة العتبات المطهرة وفي كربلاء بعضوية العلامة السيد محمد الطباطبائي والعلامة السيد أحمد الصافي والشيخ عبد المهدي الكربلائي بأمر من المرجعية العليا في النجف وبتصريح خطي وقعه آية الله العظمى السيد علي الحسيني السيستاني ومراجع النجف آيات الله العظام السيد محمد سعيد الحكيم والشيخ محمد إسحاق الفياض والشيخ بشير النجفي، حيث أنجزت العشرات من المشاريع العملاقة في العتبتين المقدستين الحسينية والعباسية بحيث أنها تعادل خلال سبع سنوات من العمل ما اُنجز فيهما خلال 4 قرون على الأقل قبل ذلك، وذلك من قبل اللجنة ومن بعدها الأمانتين العامتين للعتبتين المقدستين (التي خلفت اللجنة في إدارتهما بعد صدور القانون الرسمي والشرعي دينيا ودستوريا ذي الرقم 19 لسنة 2005).
- إنجاز مشروع تذهيب ماذن الإمام الحسين وزيادة طولهما في حزيران 2008م من قبل قسم المشاريع الهندسية في العتبة العباسية المقدسة.
- إنجاز مشروع تذهيب ماذن أبي الفضل العباس في ذكرى مولده 4 شعبان 1431 هـ الموافق 17/7/2010 بالذهب المطعم بالمينا ولأول مرة في العراق ومن قبل شركة عراقية وبإشراف قسم المشاريع الهندسية في العتبة العباسية المقدسة.